# Coda (musikalbum)
Coda är ett album av Led Zeppelin. Albumet släpptes i november 1982, två år efter trummisen John Bonhams död. Det innehåller låtar som gruppen spelat in mellan åren 1970 och 1978, men som inte kom med på de tidigare skivorna.

## Låtlista
1. "We're Gonna Groove" (James Albert Bethea/Ben E. King) - 2:38
2. "Poor Tom" (Jimmy Page/Robert Plant) - 3:02
3. "I Can't Quit You Baby" (Willie Dixon) - 4:18
4. "Walter's Walk" (Jimmy Page/Robert Plant) - 4:31
5. "Ozone Baby" (Jimmy Page/Robert Plant) - 3:35
6. "Darlene" (John Bonham/John Paul Jones/Jimmy Page/Robert Plant) - 5:07
7. "Bonzo's Montreux" (John Bonham) - 4:18
8. "Wearing and Tearing" (Jimmy Page/Robert Plant) - 5:29
Bonusspår på 1993 års utgåva (från Complete Studio Recordings)
9. "Baby, Come On Home" (Bert Berns/Jimmy Page/Robert Plan)
10. "Travelling Riverside Blues" (Robert Johnson/Jimmy Page/Robert Plan)
11. "White Summer/Black Mountain Side" (Jimmy Page)
12. "Hey Hey What Can I Do" (John Bonham/John Paul Jones/Jimmy Page/Robert Plant)

## Medverkande
- Jimmy Page – akustisk och elektrisk gitarr
- Robert Plant – sång och munspel
- John Paul Jones – basgitarr, piano och keyboards
- John Bonham – trummor och slagverk